# تپه دو چقائو
تپه دو چقائو مربوط به عصر آهن است و در شهرستان بروجرد، بخش مرکزی، دهستان شیروان، ۱/۵ کیلومتری شمال روستای بصری واقع شده و این اثر در تاریخ ۲۸ اسفند ۱۳۸۵ با شمارهٔ ثبت ۱۸۳۷۳ به‌عنوان یکی از آثار ملی ایران به ثبت رسیده است.